# Johann II. (Nowgorod)

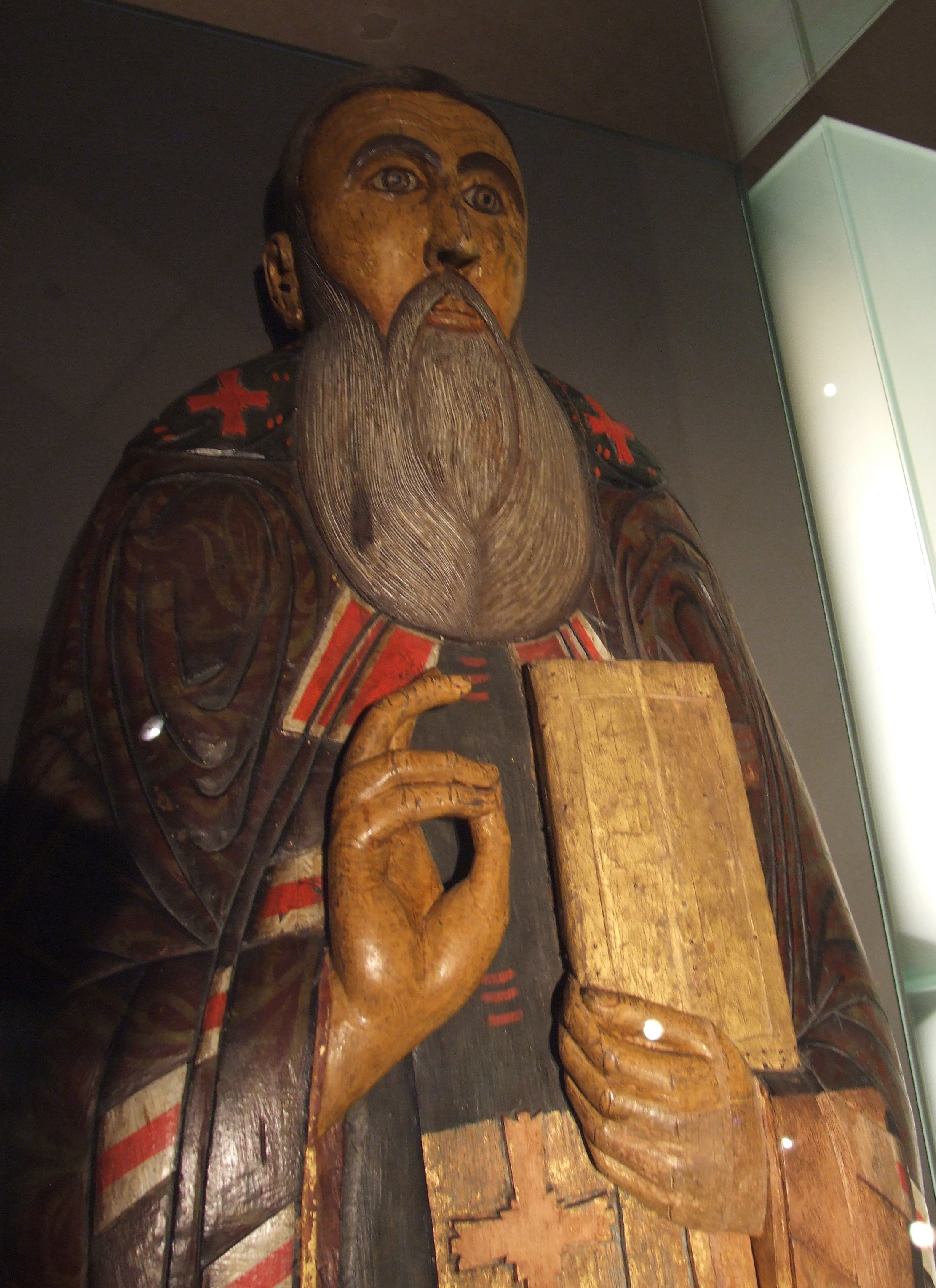
Johann II. von Nowgorod, Holzskulptur, 1559

Johann II. von Nowgorod (russisch Иоанн Новгородский, Mönchsname Elija (Илия); † 7. September 1186) war Erzbischof von Nowgorod und Pskow (1165–1186).
Er wird in der russisch-orthodoxen Kirche als Heiliger verehrt. Gedenktag ist der 7. September.

## Leben

Muttergottes vom Zeichen in der Sophienkathedrale in Nowgorod, erste Hälfte des 12. Jahrhunderts

Johann wurde in Nowgorod als Sohn des Priesters Nikolai und dessen Frau Christina geboren.
Mit seinem Bruder versuchte er, ein kleines Kloster zu gründen.
1163 wurde er zum Bischof von Nowgorod gewählt.
1165 wurde er in den Rang eines Erzbischofs von Nowgorod und Pskow erhoben.
1170 soll er Nowgorod durch seine Gebete an die Ikone der betenden Jungfrau vor der Eroberung durch Großfürst Andrei Bogoljubski gerettet haben.
1172 erreichte er einen Friedensschluss mit diesem in Wladimir.
Durch seine Initiative und die seines Bruders Gabriel entstanden einige neue Kirchen in Nowgorod.
1185 wurde er Mönch.
1186 starb er und wurde in der Sophienkathedrale von Nowgorod begraben. Sein Nachfolger wurde Gabriel.
1439 wurde Johann durch Erzbischof Euphymius II. zu einem örtlichen Heiligen ernannt.
1547 wurde er von Metropolit Makarius von Moskau zum Heiligen der gesamten russisch-orthodoxen Kirche erhoben.
1919 wurde sein Grab geschlossen. 1990 wurde es wieder zur Verehrung freigegeben.